# Bharat Football Club
Maillots
Le Kalyani Bharat Football Club (en marathi et en hindi : कल्याणी भारत फुटबॉल क्लब), plus couramment abrégé en Kalyani Bharat, est un ancien club indien de football fondé en 2014 et disparu en 2015, et basé dans la ville de Pune, dans l'état du Maharashtra.

## Personnalités du club

### Présidents du club
- Amit Kalyani

### Entraîneurs du club
- Stuart Watkiss